# Bisingen
Bisingen és un municipi del districte Zollernalbkreis, a Baden-Württemberg, Alemanya. És troba aproximadament a 65 quilòmetres al sud de la capital estatal: Stuttgart.

## Història
Bisingen és un dels pobles més vells de la regió. Hi ha hagut nombrosos descobriments d'objectes del Neolític i de les edats de bronze i de ferro. Bisingen i Wessingen van ser fundats per la tribu Alemanni al voltant del 300 D.C., mentre que els pobles propers de Steinhofen, Thanheim i Zimmern van ser fundats pels Francs al voltant del 400 D.C.
La primera referència documentada a Bisingen i Wessingen és del 786 D.C., quan Franc de Gerold va donar la propietat de "Pisingen i Uassingun" a l'abadia de St. Gallen. La noblesa local de Bisingen era la família Der Walger, vassalls dels Comtes de Hohenzollern, i van viure al Castell Ror en un aflorament del Mt. Hundsrücken. Les ruïnes de castell encara són de la família Der Walger.
Hi ha un prat a Steinhofen que es va convertir en un indret on reposaven forces mercants, carros i artesans. El 1944 a través del final de la guerra, s'hi va instal·lar un camp de concentració per on van passar 4.163 presoners, dels quals van morir almenys 1.187.
Els governs municipals de Bisingen, Wessingen i Zimmern es van fusionar l'1 de març del 1972 durant les reformes de les terres de Baden-Württemberg. Una fusió amb la ciutat de Thanheim es va mantenir fins l'1 de gener del 1974.